# Grevillea fistulosa
Grevillea fistulosa är en tvåhjärtbladig växtart som beskrevs av Edward George. Grevillea fistulosa ingår i släktet Grevillea och familjen Proteaceae. Inga underarter finns listade i Catalogue of Life.